# Елферс (Флорида)
Елферс (англ. Elfers) — переписна місцевість (CDP) в США, в окрузі Паско штату Флорида. Населення — 14 573 особи (2020).

## Географія
Елферс розташований за координатами 28°12′53″ пн. ш. 82°43′18″ зх. д. / 28.21472° пн. ш. 82.72167° зх. д. (28.214845, -82.721638).  За даними Бюро перепису населення США в 2010 році переписна місцевість мала площу 9,22 км², з яких 9,16 км² — суходіл та 0,06 км² — водойми.

## Демографія
Згідно з переписом 2010 року, у переписній місцевості мешкало 13 986 осіб у 5705 домогосподарствах у складі 3536 родин. Густота населення становила 1516 осіб/км².  Було 6733 помешкання (730/км²).
Расовий склад населення:
| - 89,3 % — білих - 3,1 % — чорних або афроамериканців - 2,0 % — азіатів - 0,4 % — корінних американців - 0,1 % — вихідців з тихоокеанських островів - 2,7 % — осіб інших рас |

До двох чи більше рас належало 2,4 %. Частка іспаномовних становила 11,2 % від усіх жителів.
За віковим діапазоном населення розподілялося таким чином: 21,9 % — особи молодші 18 років, 58,2 % — особи у віці 18—64 років, 19,9 % — особи у віці 65 років та старші. Медіана віку мешканця становила 41,4 року. На 100 осіб жіночої статі у переписній місцевості припадало 91,9 чоловіків;  на 100 жінок у віці від 18 років та старших — 87,3 чоловіків також старших 18 років.
Середній дохід на одне домашнє господарство  становив 38 334 долари США (медіана — 32 548), а середній дохід на одну сім'ю — 43 060 доларів (медіана — 36 130). Медіана доходів становила 38 310 доларів для чоловіків та 27 245 доларів для жінок. За межею бідності перебувало 22,9 % осіб, у тому числі 32,3 % дітей у віці до 18 років та 16,7 % осіб у віці 65 років та старших.
Цивільне працевлаштоване населення становило 4722 особи. Основні галузі зайнятості: роздрібна торгівля — 20,3 %, освіта, охорона здоров'я та соціальна допомога — 19,8 %, мистецтво, розваги та відпочинок — 14,1 %, науковці, спеціалісти, менеджери — 12,6 %.